# 高廣圻
高廣圻（1951年3月9日—），中華民國海軍二級上將（退役），籍貫江蘇省徐州市，為中華民國國軍留美將領之一、前台大政治系主任高朗兄長，美國佛羅里達理工學院碩士、美國海軍戰爭學院畢業，現任國防院戰略諮委，曾任國防部長、參謀總長、國防部副部長、副參謀總長執行官、海軍司令、國防部常務次長、海軍艦令部司令、國防部戰規司長、海軍124艦隊長、海軍2001年敦睦艦隊長及前參謀總長劉和謙上將辦公室主任等軍職，任內積極建立與美軍反制共軍作戰合作及延伸海軍十年建軍規劃等深具遠見之政策貢獻。據《中國時報》報導，總統蔡英文原有意讓高廣圻留任民進黨政府國防部長，但遭到婉拒，改由馮世寬出任；國防安全研究院成立時，總統蔡英文原屬意由高廣圻出任首任董事長，也同樣再婉拒，並再度由馮世寬出任。

## 生平

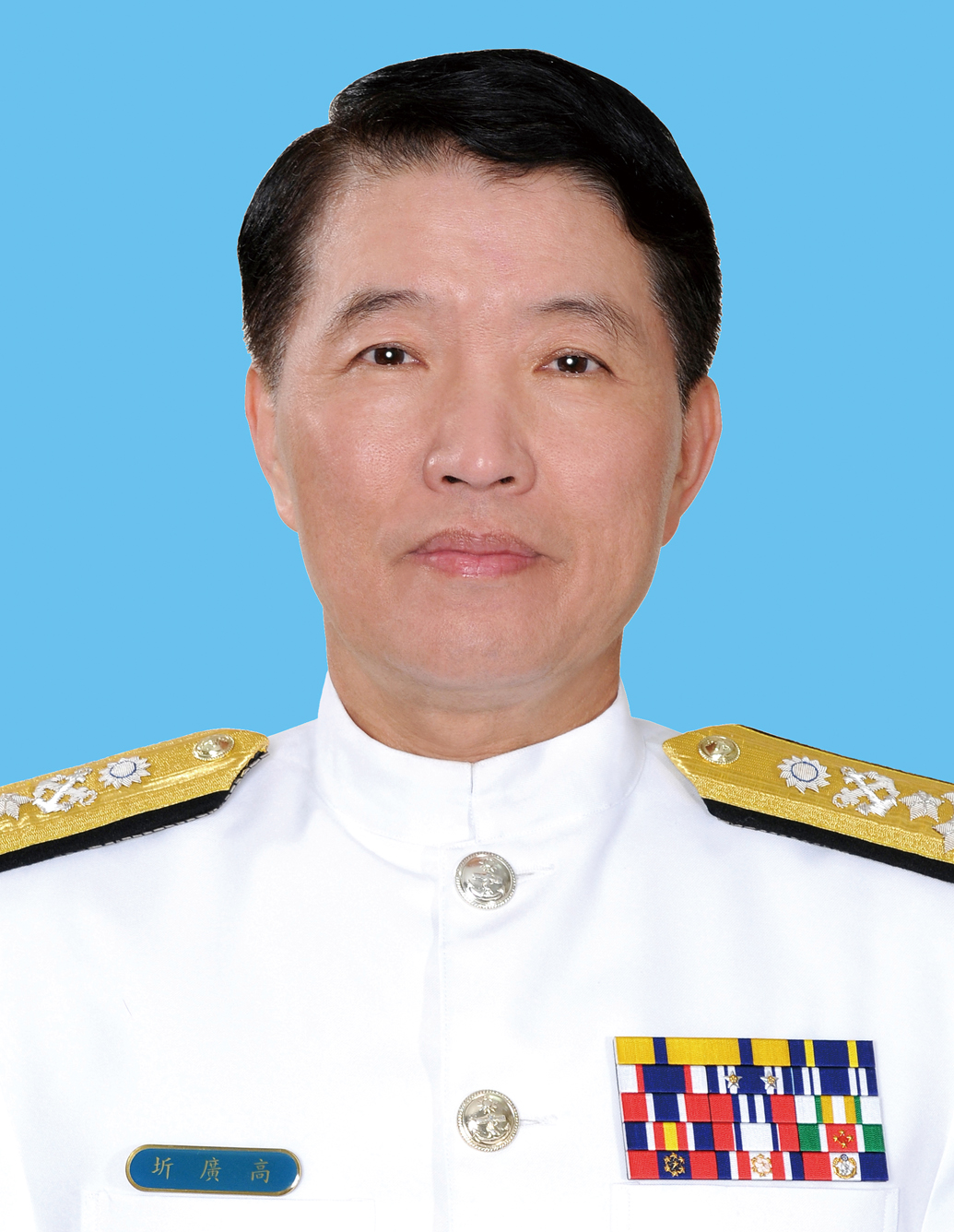
高廣圻海軍上將軍裝照（2008年）

高廣圻畢業於海軍官校1973年班。曾奉派留美，美國海軍戰爭學院1996年班，也獲得佛羅里達理工學院企業管理碩士。在劉和謙任參謀總長時，高廣圻少將擔任總長辦公室主任。
2001年，成為中華民國海軍敦睦遠航訓練支隊（敦睦艦隊）支隊長，代表中華民國第1次訪問中美洲與東加勒比海地區等友邦國家。首次以海軍艦船懸掛中華民國國旗航行通過巴拿馬運河進入加勒比海，同時也打破中華民國海軍遠航訓練史上（35年以來）訪問國家最多（8個）、航行最遠（24,320浬）、時間最久（約3個月）及不靠岸航行最多天數（26天）的紀錄。
2004年，經總統陳水扁核定，高廣圻升中將，同期升中將的還有李翔宙、陸小榮、董翔龍、李天翼等13人。
2013年8月6日，國防部長楊念祖因抄襲事件而請辭，由高廣圻以海軍二級上將的身分暫代1日。8月8日，由嚴明接任部長，高廣圻接任參謀總長。

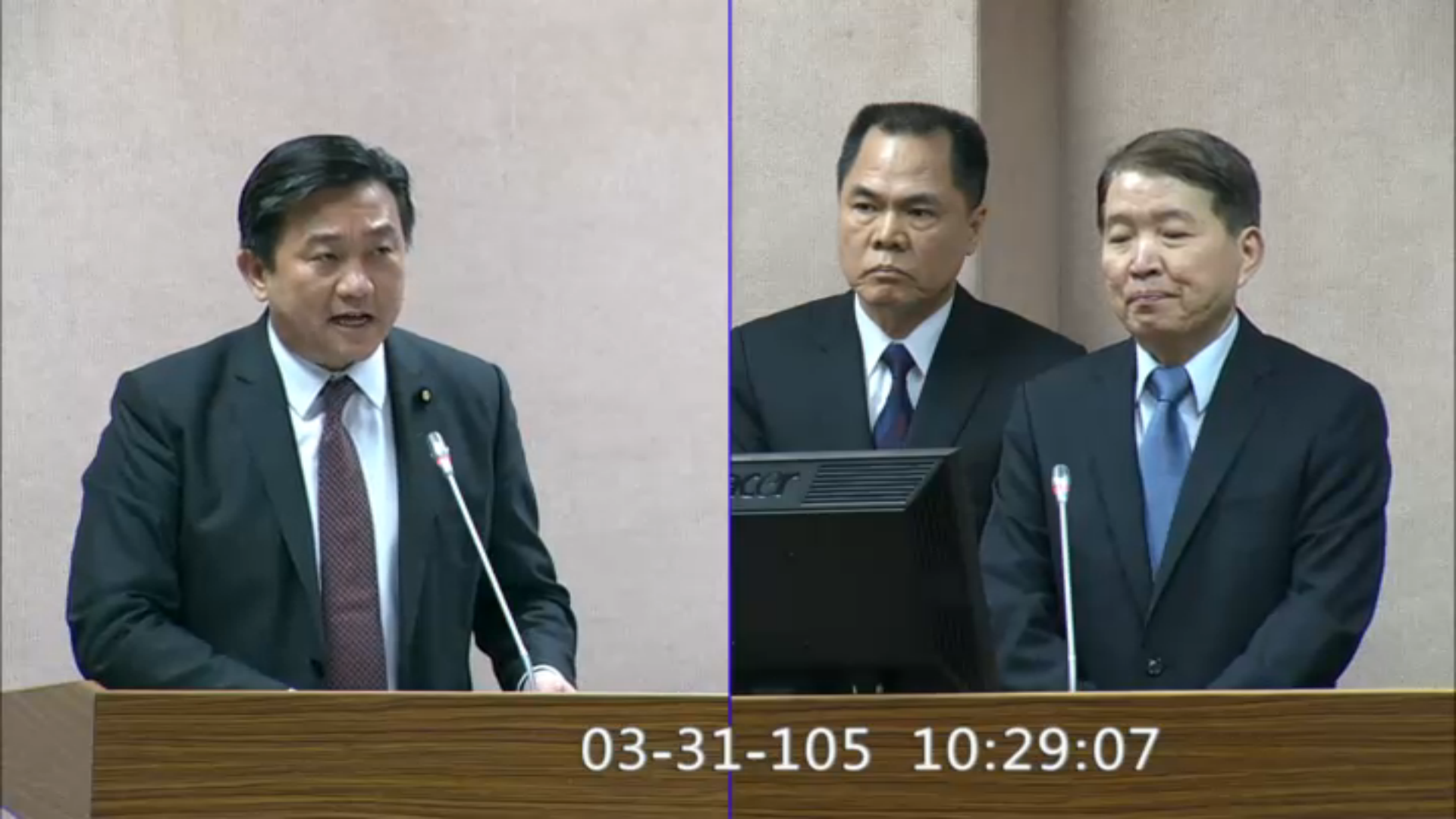
立法委員王定宇於2016年立法院外交及國防委員會質詢國防部部長高廣圻與國家安全局副局長周美伍

2015年1月27日，嚴明部長因屆齡退休，高廣圻總長辦理退伍後接任部長。
2016年4月，準中華民國總統蔡英文曾詢問其是否留任新政府的國防部長，但高廣圻選擇卸任。

## 國防部長任內請辭兩次
- 2015年4月，陸軍航空特戰指揮部所屬第601旅副隊長勞乃成中校，因涉嫌違反國軍資訊安全規定，帶李蒨蓉等人士進入機密場所，其中還包含日本籍等外籍人士，涉嫌違反多項法律。國防部長高廣圻當時曾為此請辭，但獲得總統馬英九親自慰留，反而是參謀總長嚴德發上將與陸軍司令邱國正上將兩人各被記大過乙次。[10][11][12][13]

- 2015年9月，因堅守軍事專業下，逕自宣布延緩全募兵制上路，徵兵制再延續一年，並因此致歉與請辭，原外傳由董翔龍接任國防部長，但後來獲總統馬英九慰留，不過已造成馬政府被誤認為是政見跳票，引發政治風暴。

## 家庭
其弟高朗為前國立臺灣大學政治系教授、系主任，曾任馬政府總統府副秘書長，因為過繼，兩人在身份證上的父親欄不相同。

## 荣誉

### 中华民国勋章奖章
- 三等云麾勋章（2007年5月25日于台北总统府颁授[14]）
- 三等宝鼎勋章（2009年5月21日于台北总统府颁授[15]）

### 外国勋章奖章
- 国鸟大军官勋章（危地马拉，2015年3月20日颁发[16]）

## 外部連結
- 中華民國國防部

| 军职             | 军职                                               | 军职          |
| ---------------- | -------------------------------------------------- | ------------- |
| 中華民國國防部   |                                                    |               |
| 前任： 王立申    | 海軍司令 第三任 2009年5月22日－2011年5月15日       | 繼任： 董翔龍 |
| 前任： 嚴明      | 參謀總長 第二十三任 2013年8月8日－2015年1月30日    | 繼任： 嚴德發 |
| 中華民國政府職務 |                                                    |               |
| 行政院           |                                                    |               |
| 前任： 楊念祖    | 國防部部長 代理 2013年8月7日－2013年8月8日         | 繼任： 嚴明   |
| 前任： 嚴明      | 國防部部長 第三十一任 2015年1月30日－2016年5月20日 | 繼任： 馮世寬 |